# Sự nghiệp chính trị của Vladimir Putin

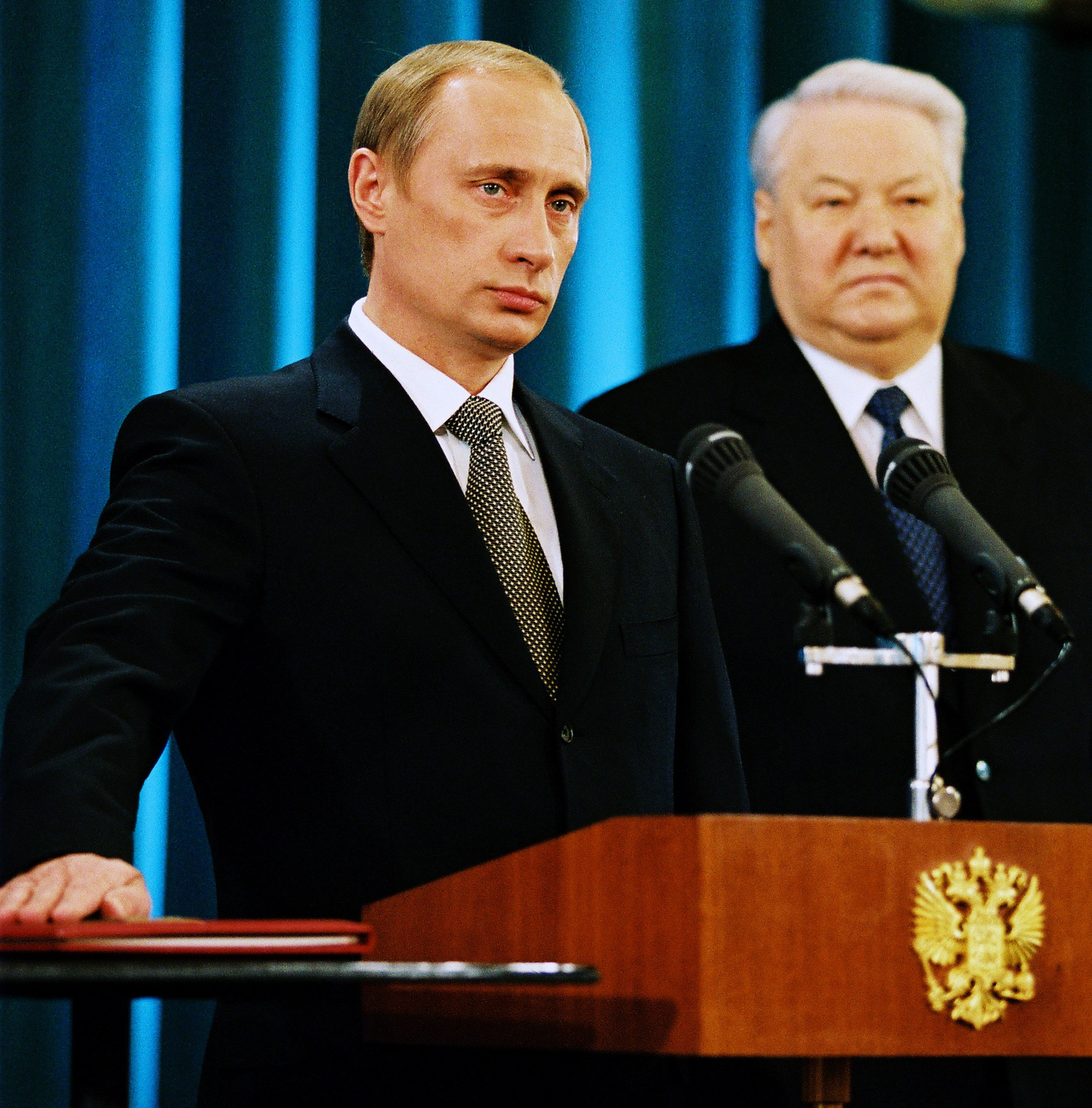
Tổng thống Vladimir Putin tuyên thệ nhậm chức năm 2000

Sự nghiệp chính trị của Vladimir Putin liên quan đến sự nghiệp của Vladimir Putin trong lĩnh vực chính trị, bao gồm cả nhiệm kỳ hiện tại của ông với tư cách là Tổng thống Nga. Ông Putin lên nắm quyền kể từ năm 2000, trải qua các vị trí tổng thống và thủ tướng của Nga. Ông là lãnh đạo Điện Kremlin tại vị lâu nhất kể từ thời nhà độc tài Liên Xô Joseph Stalin. Sự nghiệp chính trị của Putin bắt đầu vào đầu những năm 1990, khi ông làm trợ lý hàng đầu thị trưởng St Petersburg là Anatoly Sobchak, người trước đây đã dạy luật cho ông tại trường Đại học. Là Tổng thống thứ hai của Nga thời kỳ hậu Xô Viết trải qua 3 nhiệm kỳ với gần 15 năm, Vladimir Putin đã tạo được dấu ấn mạnh mẽ trên chính trường và được nhiều người yêu mến. Năm 2007, tạp chí Time bình chọn ông là Nhân vật của năm. Ngoài ra, vào các năm 2013, 2014, 2015 và 2016, ông luôn đứng đầu danh sách những người quyền lực nhất theo bình chọn của tạp chí Forbes. Tuy nhiên, ông cũng bị chỉ trích rất nhiều từ phương Tây và các phong trào đấu tranh dân chủ trong nước Nga.

## Sự nghiệp chính trị
Sau sự sụp đổ của Liên Xô, ông rời KGB và trở về Leningrad với tư cách là người ủng hộ cho chính trị gia đảng Tự do Anatoly Sobachak. Sau khi chính trị gia Sobachak đắc cử Thị trưởng Leningrad, Putin trở thành Phó thị trưởng kiêm Chủ tịch Ủy ban quan hệ đối ngoại của thành phố này. Khi ông Sobachak thất bại trong cuộc bầu cử năm 1996, ông Putin rời vị trí và trở lại Moscow cùng với gia đình. Năm 1997, ông công tác tại Điện Kremlin với chức vụ là Giám đốc Cơ quan An ninh Liên bang (FSB - cơ quan kế thừa của KGB) và sớm được bổ nhiệm làm thủ tướng. Vào tháng 8 năm 1999, tổng thống Boris Yeltsin đã chọn Putin làm thủ tướng thay thế cho Sergei Stepashin.
Vào ngày 31 tháng 12 năm 1999, Tổng thống Nga, Boris Yeltsin, từ chức và bổ nhiệm ông Putin thành quyền tổng thống. Ngày 26 tháng 3 năm 2000, bầu cử sớm diễn ra ở Nga với 11 ứng viên tranh cử. Putin giành 52,94% số phiếu trong vòng đầu tiên, ứng viên đảng Cộng sản Nga là Gennady Zyuganov về nhì với số phiếu 29,21%. Ngày 7 tháng 5 năm 2000, Putin tuyên thệ nhậm chức Tổng thống Nga. Sự xuất hiện và nhanh chóng thăng tiến của ông Putin trên chính trường gây nhiều bất ngờ cho giới quan sát. Nhưng chỉ sau thời gian ngắn nhậm chức, Tổng tự lệnh nước Nga đã chứng minh cho cả thế giới thấy khả năng chèo lái con thuyền nước Nga với những thành tựu rực rỡ.
Ông đã nhậm chức nắm quyền kể từ đó, mặc dù Putin đã giữ chức thủ tướng từ năm 2008 đến năm 2012. Ông Putin đã trở lại nắm quyền khi giành chiến thắng trong cuộc bầu cử năm 2012 với hơn 66% số phiếu bầu và sau đó là chiến thắng trong cuộc bầu cử năm 2018. Ông Putin được giới truyền thông ca ngợi vì đã phục hồi sức mạnh của đất nước sau những năm cầm quyền gây hỗn loạn của Yeltsin. Trong tám năm cầm quyền (2000-2008), nền kinh tế đã ra khỏi cơn khủng hoảng với GDP tăng gấp sáu lần. Trong nhiệm kỳ thứ ba, Tổng thống Putin tập trung giải quyết các vấn đề địa chính trị. Thế giới bắt đầu nhìn nhận ông là một nhà chính trị đi theo giá trị truyền thống và bảo thủ. Tuy nhiên, điều này lại dẫn tới tình trạng Mỹ gây sức ép về mặt chính trị và kinh tế lên Nga.
Trong những năm tháng cầm quyền, Putin đã ghi điểm chính trị vì đã giữ cho nước Nga tương đối ổn định sau cuộc hỗn loạn thời hậu cộng sản những năm 1990. Bên cạnh việc khôi phục niềm tự hào dân tộc, ông Putin đã để cho một tầng lớp trung lưu nổi lên và thịnh vượng, mặc dù còn nhiều nghèo đói ở nông thôn. Sự quản trị của Putin được đánh dấu bởi chủ nghĩa dân tộc bảo thủ của Nga. Nắm quyền lãnh đạo đất nước trong thời kỳ khó khăn, Putin không chỉ giữ cho nước Nga luôn đoàn kết mà còn trở thành siêu cường với nền kinh tế, công nghiệp phát triển và một quân đội hùng mạnh. Putin đã chứng tỏ cho toàn thế giới thấy rằng nước Nga không dễ bị đánh bại. Trong gần 18 năm dưới sự lãnh đạo của Tổng thống Putin, nước Nga lại một lần nữa được gọi tên với sự tôn trọng, Năm 2014, Olympic Sochi đã đánh dấu sự trở lại mạnh mẽ của Nga. Cùng năm, việc sáp nhập Bán đảo Crưm đã làm trào dâng làn sóng yêu nước và tỷ lệ ủng hộ đối với Tổng thống Putin tăng tới gần 90%, theo thăm dò của trung tâm Levada. 
Trong một cuộc trả lời phỏng vấn với đài NBC của Mỹ, Tổng thống Putin phát biểu rằng: "Thành tựu lớn nhất của nước Nga là nền kinh tế đã thay đổi mạnh mẽ, tăng gấp đôi quy mô. Số lượng người dân sống dưới mức đói nghèo đã giảm một nửa". "Tuy nhiên, số người sống dưới mức nghèo vẫn còn rất lớn và chúng tôi phải nỗ lực cải thiện. Chúng tôi phải xóa bỏ khoảng cách giữa những người có thu nhập rất cao và rất thấp. Trong lĩnh vực này, chúng tôi đã đạt được nhiều thành tích nhưng vẫn còn nhiều vấn đề chưa giải quyết". "Chúng tôi vẫn chưa đạt được mức phát triển lao động hiệu quả. Tuy nhiên, chúng tôi biết phải làm thế nào và tôi tin rằng chúng tôi có thể làm được". "Dự trữ vàng và tiền của Nga đang tăng lên và chúng tôi đã đạt được sự bình ổn kinh tế vĩ mô. Điều đó tạo cơ hội cho chúng tôi đi những bước tiếp theo, nhằm nâng cao hiệu suất lao động, thu hút đầu tư, gồm cả quỹ tư nhân, thay đổi cấu trúc kinh tế". "Tôi tin tưởng mạnh mẽ rằng di sản của tôi sẽ tạo ra động lực phát triển mạnh mẽ cho Nga và giúp đất nước được lợi từ sự phát triển của cách mạng công nghệ. Chúng tôi sẽ nỗ lực cải thiện hệ thống chính trị và tư pháp. Tôi dám chắc rằng nếu áp dụng tất cả các yếu tố trên, thì nó sẽ củng cố sự thống nhất của Liên bang Nga và sự đoàn kết của người dân, cho phép chúng tôi tiến về phía trước với sự tự tin"